# Glee: The Music, Volume 4
Glee: The Music, Volume 4 is het vijfde soundtrackalbum van de personages in de Amerikaanse televisieserie Glee. Het album bevat de meeste nummers uit de eerste afleveringen (1-9) van het tweede seizoen, behalve die van de aflevering The Rocky Horror Glee Show. 
Het album verscheen op 26 november 2010. In de Verenigde Staten ontving het album een gouden certificatie.

## Liedjes
| Nr. | Titel                            | Schrijver(s) | Gecoverde versie                                               | Duur |
| --- | -------------------------------- | --- | -------------------------------------------------------------- | ---- |
| 1.  | Empire State of Mind             | Shawn Carter, Angela Hunte, Bert Keyes, Alicia Keys, Sylvia Robinson, Janet Andrea Sewell, Alexander William Shuckburgh | Jay-Z en Alicia Keys                                           | 4:39 |
| 2.  | Billionaire                      | | Travie McCoy en Bruno Mars                                     | 3:32 |
| 3.  | Me Against the Music             | Madonna Ciccone, Christopher A. Stewart, Terius Nash, Thabiso Nkhereanye, Penelope Magnet, Gary O'Brien, Britney Spears | Britney Spears en Madonna                                      | 3:46 |
| 4.  | Stronger                         | Max Martin, Rami | Britney Spears                                                 | 3:25 |
| 5.  | Toxic                            | Henrik Jonback, Christian Karlsson, Pontus Winnberg, Cathy Dennis                                                       | Britney Spears                                                 | 3:26 |
| 6.  | The Only Exception               | Hayley Williams, Josh Farro                                                                                             | Paramore                                                       | 4:28 |
| 7.  | I Want to Hold Your Hand         | John Lennon en Paul McCartney                                                                                           | T. V. Carpio in de musicalfilm Across the Universe             | 2:38 |
| 8.  | One of Us                        | Eric Bazilian | Joan Osborne                                                   | 4:02 |
| 9.  | River Deep – Mountain High       | Ellie Greenwich, Phil Spector                                                                                           | Ike & Tina Turner                                              | 3:34 |
| 10. | Lucky                            | Jason Mraz, Colbie Caillat, Timothy Fagan                                                                               | Jason Mraz en Colbie Caillat                                   | 3:09 |
| 11. | One Love                         | Bob Marley | Bob Marley & The Wailers                                       | 2:36 |
| 12. | Teenage Dream                    | Lukasz Gottwald, Katy Perry, Max Martin, Benjamin Levin, Bonnie McKee                                                   | Katy Perry                                                     | 3:41 |
| 13. | Forget You (met Gwyneth Paltrow) | Lawrence, Hernandez, Levine, Brown, Callaway                                                                            | Cee Lo Green                                                   | 3:42 |
| 14. | Marry You                        | Ari Levine, Bruno Mars, Philip Lawrence                                                                                 | Bruno Mars                                                     | 3:46 |
| 15. | Sway                             | Pablo Beltrán Ruiz | Pablo Beltrán Ruiz als "Quién será"                            | 3:09 |
| 16. | Just the Way You Are             | Khari Cain, Philip Lawrence, Ari Levine, Bruno Mars, Khalil Walton                                                      | Bruno Mars                                                     | 3:37 |
| 17. | Valerie                          | The Zutons | Mark Ronson met Amy Winehouse                                  | 3:35 |
| 18. | The Time of My Life              | | Bill Medley en Jennifer Warnes in de musicalfilm Dirty Dancing | 4:37 |

## Medewerkers aan dit album

### Stemmen (zang)
- Dianna Agron
- Nikki Anders
- Kala Balch
- Colin Benward
- Ravaughn Brown
- Chris Colfer
- Darren Criss
- Kamari Copeland
- Tim Davies
- Missi Hale
- Jon Hall
- Samantha Jade
- Tobias Kampe-Flygare
- Kevin McHale
- Lea Michele
- Cory Monteith
- Heather Morris
- Matthew Morrison
- Eric Morrissey
- Jeanette Olsson
- Chord Overstreet
- Zach Poor
- Storm Lee
- David Loucks
- Windy Wagner
- Jenna Ushkowitz
- Mark Salling
- Drew Ryan Scott
- Amber Riley
- Naya Rivera
- Penn Rosen
- Mark Salling
- Eli Seidman
- Onitsha Shaw

### Uitvoerend producenten
- Brad Falchuk
- Dante DiLoreto

### Producenten
- Adam Anders
- Peer Åström
- James Levine
- Ryan Murphy

### Technici
- Adam Anders
- Peer Åström
- Dan Marnien
- Ryan Peterson

### Soundtrackproducenten
- Adam Anders
- Ryan Murphy

### Mix en mastering
- Peer Åström
- Louie Teran

## Uitgebracht
| Land                | Datum             | Vorm van uitgave |
| ------------------- | ----------------- | ---------------- |
| Australië           | 26 november 2010  | cd, download     |
| Canada              | 30 november 2010  | cd, download     |
| Duitsland           | 30 november 2010  | cd               |
| Verenigde Staten    | 30 november 2010  | cd, download     |
| Verenigd Koninkrijk | 21 februari, 2011 | download         |